# フリッツ・ジムロック
フリッツ・ジムロック（Fritz Simrock）ことフリードリヒ・アウグスト・ジムロック（Friedrich August Simrock, 1837年1月2日 ボン - 1901年8月20日 ローザンヌ近郊ウーシー）は、ドイツの楽譜出版社の経営者である。
祖父ニコラウスより会社の経営権を引き継ぎ、ヨハネス・ブラームスやアントニーン・ドヴォルジャークの作品のほとんどを出版した。ブラームスの作品16から作品120までを出版しただけでなく、個人的にもブラームスと親交を結び、ブラームスの夏ごとのバカンスに同行してイタリアに行った。ブラームスのお陰で若い頃のドヴォルザークはジムロックからチャンスを与えられた。ジムロックは、ブラームスにはたいてい高い報酬を支払っていたが、ドヴォルザークに対しては、その管弦楽曲の出版を渋々引き受けていた。
ジムロックは、名音楽家であったヨーゼフ・ヨアヒム夫妻の生活にも深くかかわっていたために、ヨアヒムから、妻を誑かした浮気相手と信じ込まれるようになった。それについてブラームスの書いた有名な「長い手紙が、ヨアヒムの離婚訴訟において証拠として引用されることになった。」

## 註釈・参考文献
1. ↑  Simrock (firm) entry at New Grove Dictionary of Music & Musicians
2. ↑  Johannes Brahms & Elisabeth Herzogenberg, Johannes Brahms: The Herzogenberg Correspondence Ed. Max Kalbeck, transl. Hannah Bryant. New York: Da Capo Press (1987): 310, * footnote
3. ↑  Grove, ibid.
4. ↑  David Brodbeck, Brahms: Symphony No. 1 New York: Cambridge University Press (1997): 28. "In his next letter, dated 25 April [1877], Simrock readily agreed to Brahms's request for the princely sum of 5000 Talers (15,000 [Deutsche] Marks)."
5. ↑  Dvořák Cello Concerto By Jan Smaczny, page 11 Cambridge University Press, 1999
6. ↑  Robert Anderson, "Brahms in Brief" The Musical Times Summer (1998): 69